# Park hotell (musikgrupp)
Park Hotell är en indiepopgrupp från Luleå. Bandet släppte EP:n "The Guest Who Stayed Forever" den 1 juni 2007.

## Medlemmar

### Bandet består av
- Cristian Ramirez, sång och gitarr (också medlem i Mattias Alkberg BD, där han spelar trummor)
- Jonas Teglund, gitarr
- Petter Granberg, bas
- Mikael Yvesand, trummor

Vid inspelningen av "Free for friends" medverkade även Jari Haapalainen samt Johanna E Berhan och Miriam E Berhan från Taxi taxi.

### Tidigare medlemmar är
- Emil Johansson, bas
- Mikael Heinonen, gitarr
- Anders Teglund

## Diskografi

### Album
- 2008 - Free For Friends

### Singel
- 2003 - Girls/Heart

### EP
- 2007 - The Guest Who Stayed Forever